# ریچارد نلسون گیل
ریچارد نلسون گیل (انگلیسی: Richard Gale; ۲۵ ژوئن ۱۸۹۶ – ۲۹ ژوئیهٔ ۱۹۸۲) فرد نظامی اهل بریتانیا بود. وی برندهٔ جوایزی همچون صلیب نظامی شده‌است.